# كفر الشيخ خليفة
قرية كفر الشيخ خليفة هي إحدى القرى التابعة لمركز منيا القمح في محافظة الشرقية في جمهورية مصر العربية. حسب إحصاءات سنة 2006، بلغ إجمالي السكان في كفر الشيخ خليفة 1885 نسمة، منهم 1011 رجل و874 امرأة.